# スタッド・ダルベール・ドメク
スタッド・ダルベール・ドメク（Stade d'Albert Domec）は、フランスのオクシタニー地域圏（旧ラングドック＝ルシヨン地域圏）のオード県のカルカソンヌにある多目的スタジアム。

## 概要
収容人数11,000。主にラグビーリーグの試合で使用されている。スタジアム名はラグビーユニオンの選手だったアルベール・ドメク(fr)に由来している。